# Hans Flesch

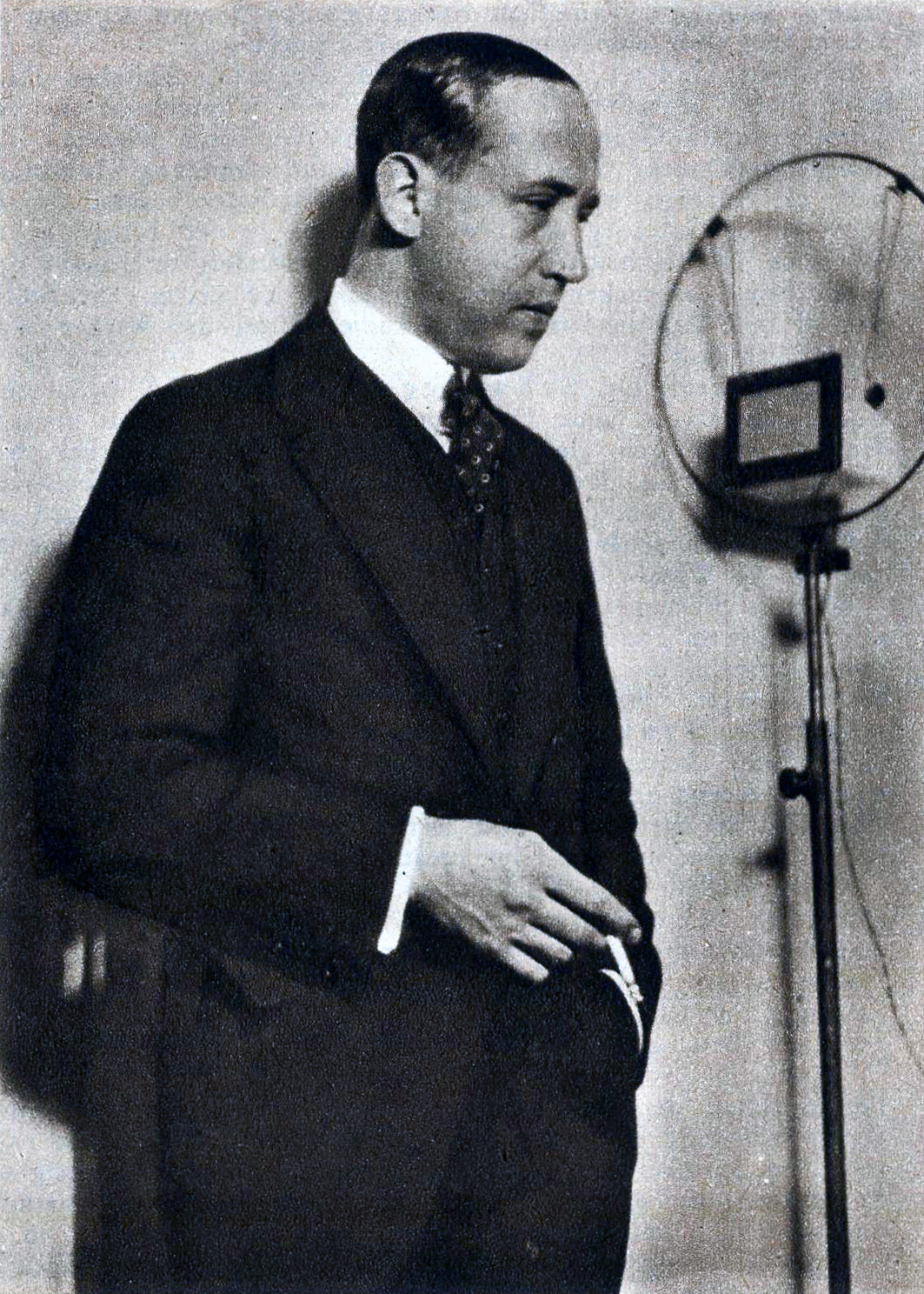
Hans Flesch um 1929

Johannes Georg Julius Jacob Flesch, gen. Hans Flesch (* 18. Dezember 1896 in Frankfurt am Main; vermisst im April 1945; für tot erklärt am 31. Dezember 1945) war ein deutscher Rundfunkpionier und Arzt. Er hat sich als Intendant und Hörspielautor einen Namen gemacht. So stammt von ihm mit Zauberei auf dem Sender das erste deutschsprachige Hörspiel.

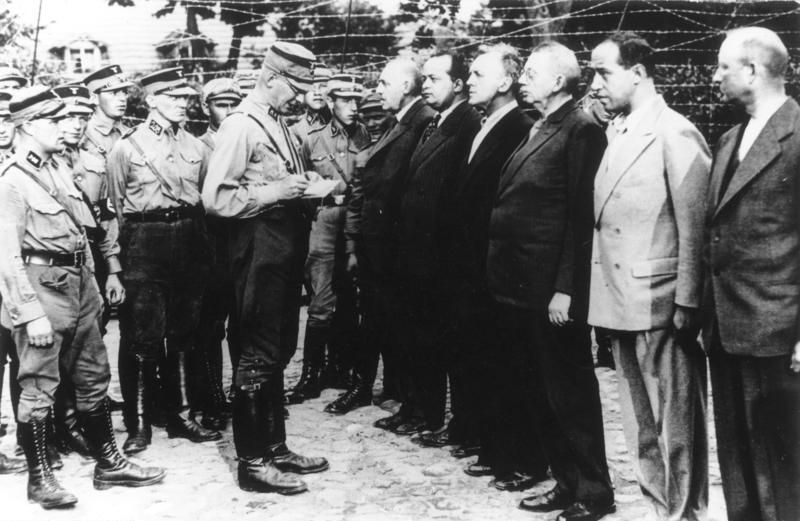
Von rechts: Kurt Magnus, Flesch, Heinrich Giesecke, Alfred Braun, Friedrich Ebert junior und Ernst Heilmann als Häftlinge im KZ Oranienburg (August 1933)

## Leben
Hans Flesch war jüngstes Kind des Juristen, Politikers und Sozialreformers Karl Flesch. Seine Brüder waren Max Flesch-Thebesius und Jacob Flesch. 1915 meldete er sich freiwillig zum Sanitätsdienst und kehrte 1918 schwerverwundet nach Frankfurt zurück. Er studierte in Heidelberg Medizin (mit Schwerpunkt Radiologie) und besuchte einige Zeit die Schauspielschule von Carl Ebert in Frankfurt am Main. 1920 heiratete er Gabriele „Medi“ Rottenberg, eine der beiden Töchter des Frankfurter Opernkapellmeisters Ludwig Rottenberg. Aus dieser Ehe gingen die beiden Kinder Ilse-Margot „Wuma“ (* 26. August 1920) und Hans Karl Wilhelm (* 4. Mai 1924) hervor.
Nach seiner Promotion zum Doktor der Medizin wurde Hans Flesch am 1. April 1924 zum künstlerischen Leiter der Südwestdeutschen Rundfunkdienst AG (SÜWRAG) in Frankfurt am Main berufen; sein Assistent war Ernst Schoen. Auf der Suche nach einer rundfunkoriginären Kunstform schrieb er Zauberei auf dem Sender, das erste deutschsprachige Hörspiel. Es nimmt spielerisch die Montagetechnik des Tonbandes vorweg, welche zu diesem Zeitpunkt technisch noch nicht möglich ist. Die Zauberei auf dem Sender war keineswegs bloß jene Spielerei, als die sie von Zeitgenossen und Rundfunkhistorikern häufig bezeichnet wurde. Auffällig ist die sehr konservative Haltung des Künstlerischen Sendeleiters, „Herr Doktor“ im Stück, welche Fleschs tatsächlichen Standpunkten in keiner Weise entsprach. Seine innovativen und experimentierfreudigen Absichten (technische Zauberei) mit dem neuen Medium kommen stattdessen in der Figur des Zauberers zum Ausdruck. Somit ist das am 24. Oktober 1924 live gesendete Hörspiel nicht nur ein formaler „Versuch“, sondern auch eine programmatische Ansage des erst 27 Jahre alten Rundfunkleiters.
Hans Flesch setzte seine Vorstellungen rasch um und galt bald als der fortschrittlichste deutsche Rundfunkleiter. Unter seiner Leitung arbeiteten für den Frankfurter Sender etwa Bertolt Brecht, Walter Benjamin, der junge Theodor W. Adorno oder Fleschs Freund und Schwippschwager Paul Hindemith. Als Nachfolger des als künstlerisch konservativ geltenden Theaterintendanten Carl Hagemann wurde Flesch im Juni 1929 als Intendant zur Funk-Stunde Berlin berufen, wo er seine Rundfunkarbeit u. a. mit dem Film- und Hörspielpionier Walter Ruttmann fortsetzen konnte. Unter Fleschs Ägide wurden bei der Funk-Stunde ab 1929 eine Reihe ernstzunehmender Hörspielproduktionen verwirklicht. „Hans Flesch setzte sich wie kein anderer früh gegen das reine Live-Hörspiel und für die Verwendung des Tonbands in der Hörspielproduktion ein.“
Im Rahmen einer „Rundfunkreform“ unter Reichskanzler Franz von Papen wurde das NSDAP-Mitglied Erich Scholz zum Rundfunkkommissar des Reichsinnenministers ernannt. Hans Flesch, als Vertreter eines modernen und bedingungslos demokratischen Rundfunks von der politischen Rechten und besonders dem Nationalsozialisten Richard Kolb seit langem angefeindet, wurde am 15. August 1932 als Intendant der Funk-Stunde entlassen. Ab Februar 1933 amtierte Kolb dort als sein Nachfolger. Wenige Monate nach Hitlers Ernennung zum Reichskanzler wurde Flesch im August 1933 mit anderen Vertretern des Weimarer Rundfunks inhaftiert, zunächst im Konzentrationslager Oranienburg, später im Gefängnis Moabit (Untersuchungshaft).
Im November 1934, Flesch war mittlerweile auf Kaution entlassen worden, begann der „Reichs-Rundfunk-Prozess“, ein vom neuen NS-Reichssendeleiter Eugen Hadamovsky initiierter 86-tägiger Schauprozess gegen einige der Spitzen des „Systemrundfunks“. Der Prozess endete jedoch mit geringfügigen Haftstrafen, welche durch die Untersuchungshaftzeit bereits verbüßt waren, da den Beschuldigten selbst unter zweifelhaften juristischen Bedingungen keine Schuld nachgewiesen werden konnte. Eine spätere Revision beim Reichsgericht wurde von Joseph Goebbels Propagandaministerium 1938 verhindert, da mit Freisprüchen zu rechnen war. Nach Ende des Rundfunkprozesses 1935 durfte der sog. „Halbjude“ Hans Flesch weder künstlerisch noch als Arzt arbeiten. Seine Frau Gabriele musste die Familie mit Sekretariatsarbeiten ernähren. Flesch wohnte vorübergehend bei Freunden in Frankfurt, kehrte nach deren Emigration im November 1938 zu seiner Familie nach Berlin zurück und schlug sich mit Gelegenheitsarbeiten durch.
Ab 1943 wurde Hans Flesch zu Praxisvertretungen für Ärzte im Militärdienst zwangsverpflichtet. So kam er nach Crossen an der Oder, wo er zwei Arztpraxen verwaltete. Ende Januar 1945 wurde die Zivilbevölkerung Crossens evakuiert, die Rote Armee marschierte auf Berlin. Hans Flesch, Kriegsfreiwilliger des Ersten Weltkrieges, sah das Elend verwundeter Soldaten. Statt sich als Zivilist nach Berlin in relative Sicherheit zu bringen, wendete er sich an die Wehrmacht und richtete in der „Hindenburg-Schule“ in Crossen ein Militärlazarett ein. Als „Zivilarzt im Wehrmachtsgefolge“ im Rang eines Bataillonsarztes leitete er dieses Lazarett und ging mit den hinter die Oder zurückweichenden deutschen Truppen Richtung Guben. Im März 1945 wurde Flesch als Arzt an den Volkssturm überstellt, zwischen Guben und Berlin schrieb er am 1. April 1945 seinen letzten erhaltenen Brief, in dem er einen bevorstehenden Fronteinsatz erwähnt, und meldete sich wenige Tage später noch einmal telefonisch. Seitdem gilt Hans Flesch als verschollen.
Im Sommer 1945 suchten zunächst die Engländer, später auch die Amerikaner im besetzten Berlin nach Hans Flesch. Die amerikanische Armee hatte die Absicht, in ihrem Sektor einen neuen Rundfunksender zu gründen, den späteren RIAS. Hans Flesch hätte sein erster Intendant werden sollen.
In der Nacht vom 23. zum 24. Oktober 2004 – 80 Jahre nach Erstausstrahlung der Zauberei auf dem Sender – wurde auf Deutschlandfunk „Ein Zauberer auf dem Sender – die Lange Nacht des Rundfunkpioniers Hans Flesch“ von Armin H. Flesch und Wolfgang Hagen ausgestrahlt. Das dreistündige Feature verarbeitete erstmals auch den privaten schriftlichen Nachlass Hans Fleschs, der die Zeitläufe unausgewertet in den USA und Tahiti überdauert hatte.
Am folgenden Morgen des 24. Oktober 2004 wurde der auf Initiative des Journalisten Armin H. Flesch benannte Hans-Flesch-Platz in der Innenstadt von Frankfurt am Main eingeweiht. Er liegt auf dem Gelände des ehemaligen Postgiroamtes an der Stephanstraße. An der gleichen Stelle, fünf Etagen höher, hatten sich von 1924 bis 1930 die ersten Studios des Frankfurter Senders befunden, in denen die Rundfunkkarriere Hans Fleschs begann und die Zauberei auf dem Sender produziert wurde. Bei der Platzeinweihung war auch der in Neuseeland lebende Sohn Hans Fleschs, der Mathematiker Hans Flesch jun., anwesend.

## Hörspiele

### Autor
- 1924: Zauberei auf dem Sender (auch Regie)
- 1962: Zauberei auf dem Sender – Regie: Theodor Steiner
- 1963: Britische Woche in München; Englischer Gastsonntag: Die Stuarts. Eine dramatische Geschichtsstunde – Regie: Walter Hertner
- 1974: Zauberei auf dem Sender. Neuinszenierung anläßlich der Wilhelmsbader Produktionen 1974 – Regie: Ulrich Lauterbach

### Regie/Sprecher/Übersetzung/Kommentar
- 1926: John Galsworthy: Gesellschaft. Schauspiel in drei Akten (sieben Szenen) – Regie: Nicht angegeben (Sprecher)
- 1926: Franz und Paul von Schönthan: Der Raub der Sabinerinnen. Schwank in vier Akten (Regie)
- 1927: John Millington Synge: Der heilige Brunnen. Eine Legende in drei Akten (Regie)
- 1927: August Strindberg: Rausch. Komödie (Regie)
- 1927: August Strindberg: Gespenstersonate. Ein Kammerspiel (Kommentar und Regie)
- 1927: Carl Sloboda: Am Teetisch. Lustspiel in drei Akten (Regie)
- 1927: Hermann Bahr: Das Konzert. Lustspiel (Regie)
- 1927: Friedrich Schiller: Don Carlos. Infant von Spanien. Trauerspiel in fünf Aufzügen (Regie)
- 1927: Henrik Ibsen: Die Wildente. Schauspiel in fünf Akten (Regie)
- 1927: Charles Vildrac: Michel Auclair. Schauspiel in drei Akten (Regie)
- 1927: Johann Wolfgang von Goethe: Torquato Tasso. Ein Schauspiel (Regie)
- 1927: Hans José Rehfisch: Wer weint um Juckenack. Tragikomödie (Regie)
- 1957: Henry Reed: Die Straßen von Pompeji – Regie: Ludwig Cremer (Übersetzung aus dem Englischen)